# Giáo dục tại gia

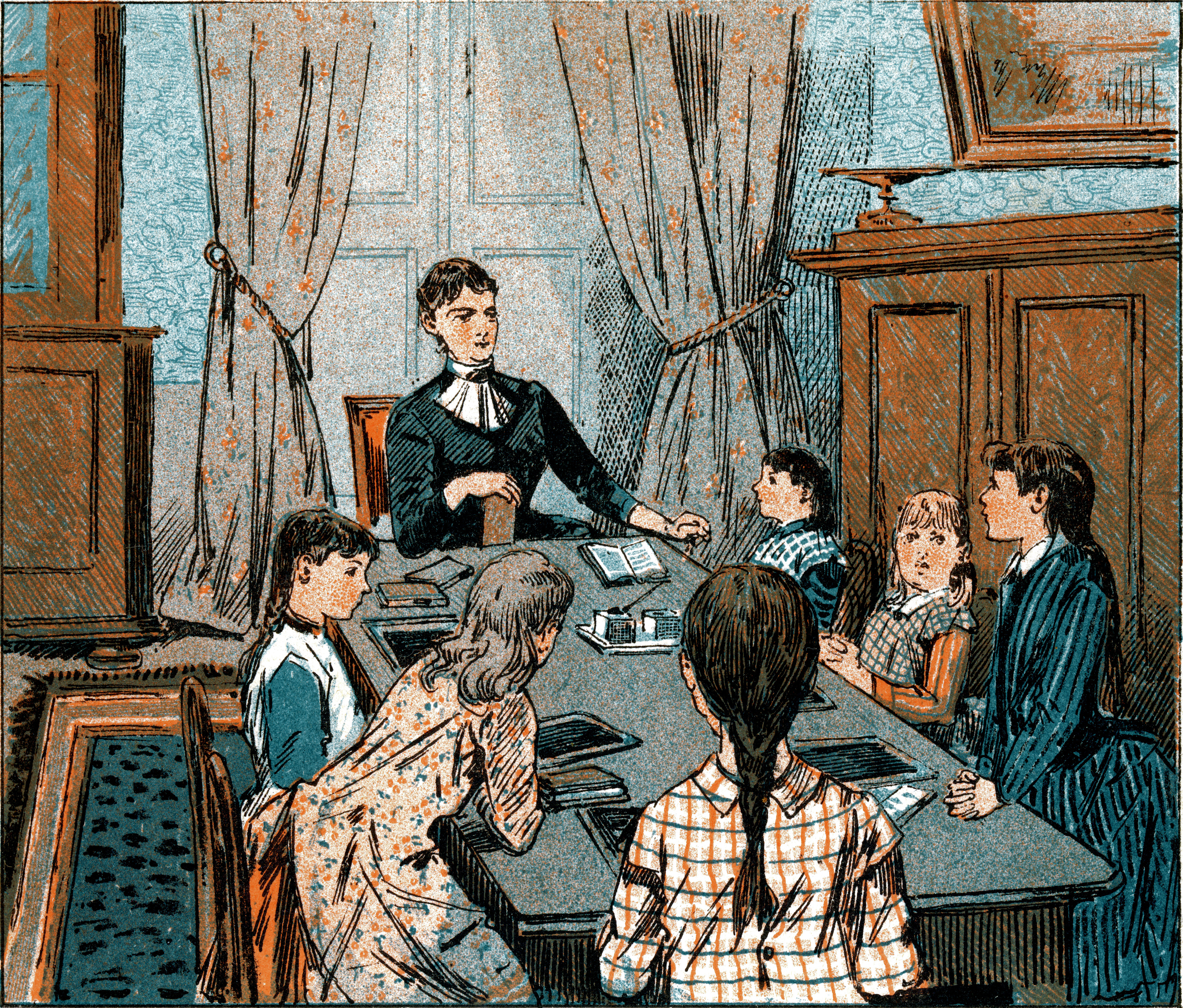
Tranh vẽ lớp học tại nhà trên tờ tạp chí Punch của Đan Mạch ngày 18 tháng 4 năm 1889 (thuộc thế kỷ 19).

Giáo dục tại nhà (giáo dục tại gia hoặc giáo dục tự chọn tại nhà (EHE)) là hình thức dạy học cho con cái hay trẻ em tại nhà hoặc nhiều nơi khác mà không đến trường học. Giáo dục tại nhà có thể theo hoặc không theo tiêu chuẩn và giáo trình của chính phủ sở tại và thường được tiến hành bởi phụ huynh, gia sư hoặc giáo viên trực tuyến. Nhiều gia đình chủ trương cho con cái học tại nhà có thể áp dụng những phương pháp giáo dục ít chính thức hơn.
Trong khi từ "homeschooling" là thuật ngữ thường được sử dụng ở Hoa Kỳ và các quốc gia khác ở Bắc Mỹ, "home education" được sử dụng chính ở Vương quốc Anh, Châu Âu và nhiều quốc gia thuộc Khối thịnh vượng chung. Việc thực hành giáo dục tại nhà có thể có gồm nhiều hình thức khác. Phổ dao động từ các hình thức có cấu trúc cao dựa trên các bài học truyền thống ở trường học đến các hình thức tự do, cởi mở hơn như không đi học.
Trước khi có luật giáo dục bắt buộc, hầu hết giáo dục mầm non được thực hiện bởi các gia đình và cộng đồng địa phương. Vào đầu thế kỷ 19, đi học tại trường học đã trở thành phương tiện giáo dục phổ biến nhất ở các nước phát triển. Vào giữa đến cuối thế kỷ 20, nhiều người bắt đầu đặt câu hỏi về tính hiệu quả và tính bền vững của việc học ở trường, điều này một lần nữa dẫn đến sự gia tăng số lượng trẻ mẫu giáo, đặc biệt là ở Mỹ và một số nước châu Âu.
Ngày nay, giáo dục tại nhà là một hình thức giáo dục tương đối phổ biến và là một giải pháp thay thế hợp pháp cho các trường công lập và tư thục ở nhiều quốc gia, mà nhiều người tin rằng đó là do sự phát triển của Internet, cho phép mọi người có được thông tin rất nhanh chóng. Cũng có những quốc gia mà giáo dục tại nhà được quy định hoặc bất hợp pháp, như đã được ghi lại trong bài báo Tình trạng và thống kê quốc tế về giáo dục tại nhà. Trong đại dịch COVID-19, nhiều học sinh ở khắp nơi trên thế giới phải học ở nhà do sự nguy hiểm do virus gây ra. Tuy nhiên, điều này chủ yếu được thực hiện theo hình thức giáo dục từ xa chứ không phải là giáo dục tại nhà truyền thống.
Có nhiều lý do khác nhau cho việc học tại nhà, từ sở thích cá nhân đến sự không hài lòng với hệ thống trường công lập. Một số phụ huynh nhận thấy cơ hội giáo dục tốt hơn cho con mình khi học tại nhà, chẳng hạn vì họ biết con mình chính xác hơn giáo viên và có thể tập trung hoàn toàn vào việc giáo dục thường là một đến một vài người và do đó có thể phản ánh chính xác hơn những điểm mạnh và điểm yếu của cá nhân trẻ, hoặc bởi vì họ nghĩ rằng họ có thể chuẩn bị tốt hơn cho con mình cho cuộc sống bên ngoài trường học. Một số trẻ cũng có thể học tốt hơn ở nhà, chẳng hạn như vì chúng không bị kìm hãm, bị quấy rầy hoặc bị phân tâm vào các vấn đề ở trường, không cảm thấy bị hạn chế hoặc bị choáng ngợp với một số chủ đề nhất định, nhận thấy rằng một số tính khí nhất định được khuyến khích ở trường, trong khi những người khác bị ức chế, không đối phó tốt với những bối cảnh thường đã được lường trước hoặc bị bắt nạt ở trường. Giáo dục tại nhà cũng là một lựa chọn cho các gia đình sống ở các vùng nông thôn hẻo lánh, những người di cư sang nước ngoài và những người thường xuyên đi du lịch và do đó đối mặt với tình trạng không thể hoặc khó khăn trong việc đưa con đến trường và những gia đình muốn dành nhiều thời gian hơn và tốt hơn cho con cái của họ. Các lý do sức khỏe và nhu cầu đặc biệt cũng có thể đóng một vai trò trong lý do tại sao trẻ em không thể đi học thường xuyên và ít nhất là học một nửa thời gian tại nhà.
Những người chỉ trích việc giáo dục tại nhà cho rằng trẻ em có thể thiếu tiếp xúc với xã hội khi học ở nhà, có thể dẫn đến việc trẻ em có các kỹ năng xã hội kém hơn. Một số cũng lo ngại rằng một số phụ huynh có thể không có đủ các kỹ năng cần thiết để hướng dẫn và tư vấn cho con em mình các kỹ năng sống. Các nhà phê bình cũng nói rằng một đứa trẻ có thể không gặp gỡ những người thuộc các nền văn hóa, thế giới quan và các nhóm kinh tế xã hội khác nếu trẻ không theo học một trường học nào. Có nhiều nghiên cứu chỉ ra rằng trẻ em học tại nhà đạt điểm cao hơn trong các bài kiểm tra tiêu chuẩn và có các kỹ năng xã hội phát triển tương đương hoặc mức cao hơn và tham gia nhiều hơn vào các hoạt động văn hóa và gia đình so với mức trung bình của học sinh trường công lập.
Ngoài ra, các nghiên cứu cho thấy rằng trẻ học tại nhà nói chung thường có lòng tự trọng cao hơn, có tình bạn sâu sắc hơn và mối quan hệ tốt hơn với người lớn và ít bị áp lực từ bạn bè đồng trang lứa hơn.

## Tên gọi khác
Trong tiếng Việt, cần phân biệt "giáo dục tại gia" và "gia giáo". Trong khi "giáo dục tại gia" theo định nghĩa như trên thì "gia giáo" là sự nuôi dưỡng và giáo dục con cái bắng những nội quy riêng của gia đình (gia quy) nhưng cũng thường là theo quan điểm của Nho giáo. Ở thời phong kiến, thuật từ "con nhà gia giáo" thường được xem là một tiêu chuẩn để nhìn nhận một người nào đó được giáo dục đàng hoàng, dù không nhất thiết tiêu chuẩn đó là phổ quát hay ứng dụng cho mọi gia đình trong xã hội.
Tại Việt Nam hiện nay, việc giáo dục tại gia không phải là bất hợp pháp nhưng nó không được công nhận. Vì thế, mọi việc học tập phải theo hệ thống giáo dục quốc dân của chính phủ nước này thì những đánh giá, bằng cấp, chứng chỉ đi kèm mới có giá trị ứng dụng. Trên thực tế, hình thức dạy kèm, dạy thêm (có thu phí) tại nhà riêng của học sinh hoặc giáo viên dạy kèm ngoài giờ học ở trường vẫn rất phổ biến như là một hình thức giáo dục mang tính dịch vụ.

## Lịch sử

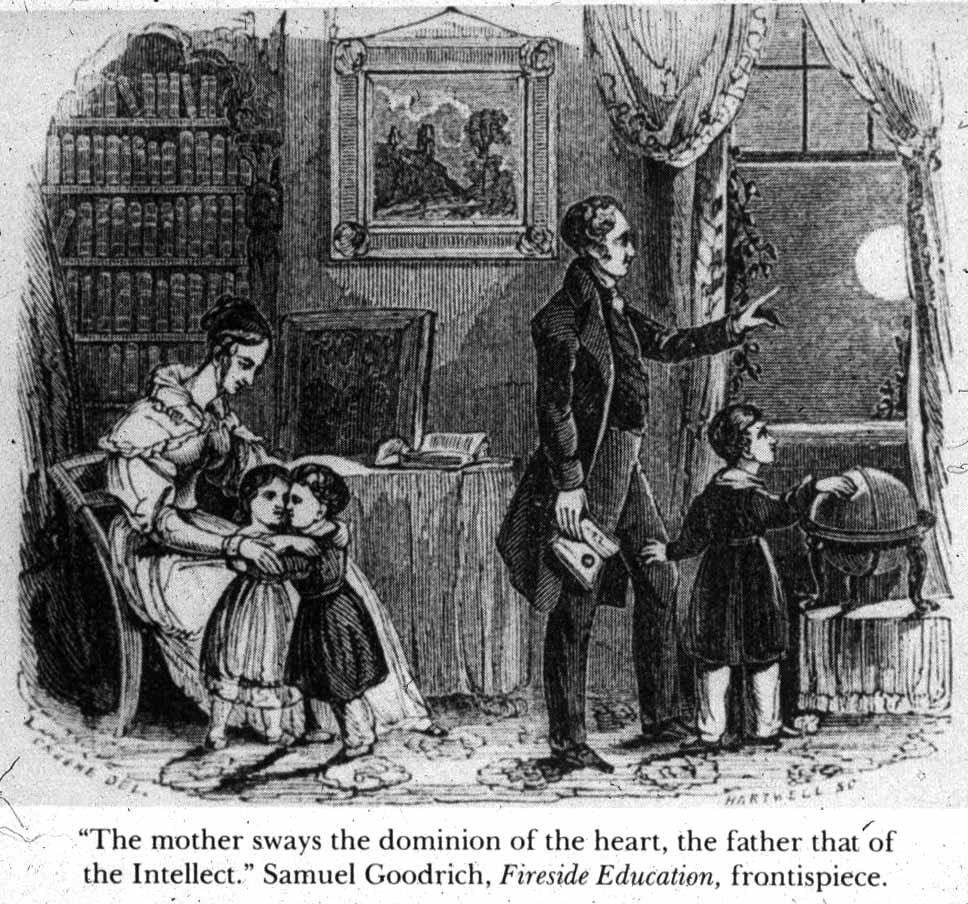
Trang đầu của cuốn sách Fireside Education của Samuel Griswold Goodrich

Trong hầu hết tiến trình lịch sử và trong các nền văn hóa khác nhau, việc giáo dục trẻ em tại nhà bởi các thành viên trong gia đình là một việc làm phổ biến. Việc mời những gia sư có chuyên môn đến nhà dạy riêng thường chỉ dành cho những người giàu có. Giáo dục tại gia có xu hướng giảm vào thế kỷ 19 và 20 với việc ban hành luật giáo dục bắt buộc. Tuy nhiên, giáo dục tại nhà vẫn tiếp tục diễn ra trong các cộng đồng biệt lập. Giáo dục tại nhà bắt đầu trỗi dậy vào những năm 1960 và 1970 khi các nhà cải cách giáo dục không hài lòng với nền giáo dục công nghiệp hóa.
Các trường công lập sớm nhất trong nền văn hóa phương Tây hiện đại được thành lập trong thời kỳ cải cách với sự khuyến khích của tu sĩ Martin Luther ở các bang Gotha và Thuringia của Đức vào năm 1524 và 1527. Từ những năm 1500 đến những năm 1800, tỷ lệ biết chữ tăng lên cho đến khi phần lớn người dân biết chữ, nhưng sự phát triển của tỷ lệ biết chữ đã diễn ra trước khi thực hiện chế độ đi học bắt buộc và phổ cập giáo dục.
Giáo dục tại nhà và học nghề tiếp tục là hình thức giáo dục chính cho đến những năm 1830. Tuy nhiên, vào thế kỷ 18, phần lớn người dân ở châu Âu không được giáo dục chính quy. Kể từ đầu thế kỷ 19, việc học chính thức trên lớp đã trở thành phương tiện phổ biến nhất của việc học ở các nước phát triển.
Năm 1647, New England cung cấp chương trình giáo dục tiểu học bắt buộc. Sự khác biệt về khu vực trong việc đi học tồn tại ở thuộc địa châu Mỹ. Ở miền Nam Hoa Kỳ, các trang trại và đồn điền phân tán rộng rãi đến mức không thể thực hiện được các trường học cộng đồng như những trường học ở các khu định cư nhỏ ở phía bắc. Ở các thuộc địa giữa, tình hình giáo dục khác nhau khi so sánh New York với New England.
Hầu hết theo truyền thống của các nền văn hóa bộ lạc của thổ dân châu Mỹ sử dụng giáo dục tại nhà và học nghề để truyền kiến thức cho trẻ em. Các bậc cha mẹ đã được sự hỗ trợ của họ hàng và các thủ lĩnh bộ lạc trong việc giáo dục con cái của họ. Người Mỹ bản địa phản đối quyết liệt giáo dục bắt buộc ở Hoa Kỳ.
Vào những năm 1960, Rousas John Rushdoony bắt đầu ủng hộ việc dạy học tại nhà, mà ông coi đó là một cách để chống lại bản chất thế tục của hệ thống trường công ở Hoa Kỳ. Ông đã công kích mạnh mẽ các nhà cải cách trường học tiến bộ như Horace Mann và John Dewey, và lập luận về việc loại bỏ ảnh hưởng của nhà nước đối với giáo dục trong ba tác phẩm: Intellectual Schizophrenia, The Messianic Character of American Education và The Philosophy of the Christian Curriculum. Rushdoony thường xuyên được Hiệp hội Bảo vệ Pháp luật Trường học Gia đình (HSLDA) gọi là nhân chứng chuyên môn trong các phiên tòa. Ông thường xuyên ủng hộ việc sử dụng các trường tư.
Trong thời gian này, các chuyên gia giáo dục người Mỹ là Raymond và Dorothy Moore bắt đầu nghiên cứu giá trị học thuật của phong trào Giáo dục Mầm non đang phát triển nhanh chóng. Nghiên cứu này bao gồm các nghiên cứu độc lập của các nhà nghiên cứu khác và xem xét hơn 8.000 nghiên cứu về giáo dục mầm non và sự phát triển thể chất và tinh thần của trẻ em.
Raymond và Dorothy Moore khẳng định rằng việc đi học chính thức trước lứa tuổi 8-12 không chỉ thiếu hiệu quả như mong đợi mà còn gây hại cho trẻ em. Gia đình Moore công bố quan điểm của họ rằng việc đi học chính thức đang gây tổn hại cho trẻ nhỏ về mặt học tập, xã hội, tinh thần và thậm chí cả thể chất. Moores đã đưa ra bằng chứng cho thấy các vấn đề thời thơ ấu như phạm pháp ở tuổi vị thành niên, cận thị, gia tăng số học sinh đăng ký vào các lớp giáo dục đặc biệt và các vấn đề về hành vi là kết quả của việc đăng ký cho trẻ đi học ngày càng sớm. Moores trích dẫn các nghiên cứu chứng minh rằng những đứa trẻ mồ côi được nhận nuôi bởi những mẹ thay thế sẽ thông minh hơn một cách đáng kể, với tác dụng lâu dài vượt trội - mặc dù những người mẹ đó là "thanh thiếu niên chậm phát triển trí tuệ" - và rằng những bà mẹ mù chữ thuộc những bộ lạc ở châu Phi đã sinh ra những đứa trẻ có tính xã hội và tình cảm hơn trẻ em thuộc điển hình tiên tiến “theo tiêu chuẩn đo lường của phương Tây”.
Khẳng định chính của họ là mối quan hệ và sự phát triển tình cảm được thực hiện ở nhà với cha mẹ trong những năm tháng thơ ấu đã tạo ra những kết quả quan trọng về lâu dài mà đã bị cắt ngắn do việc ghi danh vào các trường học, và không thể thay thế hay sửa đổi ở một cơ quan chuyên chế (đại học, ngân hàng, công sở) về sau. Nhận thức được sự cần thiết của việc chăm sóc sớm ngoài gia đình đối với một số trẻ em, đặc biệt là nhu cầu đặc biệt và trẻ em nghèo và trẻ em từ các gia đình có điều kiện cực kỳ tệ, có thể gồm bối cảnh bạo lực, lạm dụng bằng lời nói, cha mẹ kém giáo dục, cha mẹ có vấn đề về cảm xúc, thiểu năng trí tuệ và không thể cung cấp dịch vụ chăm sóc và dinh dưỡng cơ bản. Họ khẳng định rằng phần lớn trẻ em có điều kiện học tập tốt hơn ở nhà, ngay cả với những bậc cha mẹ bình thường, hơn cả những giáo viên có năng khiếu và tạo động lực nhất trong môi trường trường học. Họ mô tả sự khác biệt như sau: "Điều này giống như nói rằng, nếu bạn có thể giúp một đứa trẻ bằng cách đưa nó ra khỏi con phố lạnh giá và cho nó vào ở trong một chiếc lều ấm áp, thì những chiếc lều ấm áp nên được cung cấp cho tất cả trẻ em - khi rõ ràng hầu hết trẻ em đã có nhà ở an toàn hơn."
Moores chấp nhận phương pháp giáo dục tại nhà sau khi xuất bản tác phẩm đầu tiên của họ, Better Late Than Early, vào năm 1975, và trở thành những nhà tư vấn và ủng hộ giáo dục tại nhà quan trọng với việc xuất bản các cuốn sách như Home Grown Kids (1981) và Homeschool Burnout.
Đồng thời, các tác giả khác đã xuất bản những cuốn sách đặt câu hỏi về tiền đề và hiệu quả của việc đi học bắt buộc, bao gồm Deschooling Society của Ivan Illich vào năm 1970 và No More Public School của Harold Bennet vào năm 1972.
Năm 1976, nhà giáo dục John Holt xuất bản Instead of Education; Ways to Help People Do Things Better (tạm dịch Thay vì Giáo dục; Cách Giúp Mọi Người Làm Mọi Việc Tốt Hơn). Trong phần kết luận, ông kêu gọi thành lập "Đường ray ngầm dành cho trẻ em" để giúp trẻ em thoát khỏi cảnh đi học bắt buộc. Đáp lại, Holt đã được các gia đình từ khắp nước Mỹ cho biết rằng họ đang làm theo phương pháp giáo dục tại nhà.
Năm 1977, sau khi tương tác với một số gia đình này, Holt bắt đầu xuất bản tạp chí Growing Without Schooling (GSW), một bản tin dành riêng cho giáo dục tại gia. Holt được mệnh danh là "cha đẻ của giáo dục tại nhà." Holt sau đó đã viết một cuốn sách về giáo dục tại nhà có tên Teach Your Own vào năm 1981.

Năm 1980, Holt nói rằng, 
"Tôi muốn nói rõ rằng tôi không coi giáo dục tại nhà là một câu trả lời cho sự tồi tệ của trường học. Tôi nghĩ rằng ngôi nhà là cơ sở thích hợp để khám phá thế giới mà chúng ta gọi là học tập hay giáo dục. Ngôi nhà sẽ là cơ sở tốt nhất cho dù trường học có tốt đến đâu." 
 Một chủ đề phổ biến trong triết lý giáo dục tại nhà của cả Holt và của Moores là giáo dục tại nhà không nên cố gắng đưa trường học trở thành công trình gia đình, hoặc xem giáo dục như một học thuật sơ khai cho cuộc sống. Họ xem giáo dục tại nhà như một khía cạnh tự nhiên, mang tính trải nghiệm của cuộc sống xảy ra khi các thành viên trong gia đình tham gia với nhau trong cuộc sống hàng ngày.
Giáo dục tại nhà có thể được sử dụng như một hình thức giáo dục bổ sung và như một cách giúp trẻ em học tập trong những hoàn cảnh cụ thể. Thuật ngữ này cũng có thể đề cập đến việc giảng dạy trong nhà dưới sự giám sát của các trường tương ứng hoặc "trường ô" (umbrella school), là một trường giáo dục thay thế phục vụ giám sát việc học tại nhà của trẻ em để đáp ứng các yêu cầu giáo dục của chính phủ. Một số khu vực pháp lý yêu cầu tuân thủ chương trình giảng dạy đã được phê duyệt.
Một triết lý dạy học tại nhà không có giáo trình đôi khi được gọi là "unschooling" (không theo học chương trình ở bất kỳ trường học nào, tự do lựa chọn những gì muốn học), một thuật ngữ được đặt ra vào năm 1977 bởi nhà giáo dục và tác giả người Mỹ John Holt trong tạp chí của ông, Growing Without Schooling. Thuật ngữ này nhấn mạnh môi trường học tập tự phát hơn, ít cấu trúc hơn, trong đó sở thích của trẻ thúc đẩy việc theo đuổi kiến thức của trẻ. 4
Một số phụ huynh theo đuổi chương trình giáo dục nghệ thuật khai phóng sử dụng  Tam khoa (Trivium) gồm Ngữ pháp, Luận lý, Hùng biện và Tứ khoa (Quadrivium) gồm Số học, Hình học, Âm nhạc, Thiên văn học làm mô hình chính.